# Luis Díaz
Luis Fernando Díaz Marulanda (Barrancas, 1997. január 13. –) kolumbiai válogatott labdarúgó, a Bayern München játékosa.

## Pályafutása

### Klubcsapatokban
2016-ban lett az Atlético Junior játékosa, a 2016–2017-es szezont azonban a fiókcsapatnak számító Barranquilla együttesében töltötte. A kolumbiai másodosztályban szereplő csapatban 2016. április 26-án mutatkozott be a Deportivo Pereira ellen 2–1-re megnyert bajnokin csereként beállva. Első gólját május 14-én szerezte a Cúcuta Deportivo elleni 2–1-es győzelem során.
2017 januárjában a Juniorsban is számítottak rá, és a 2017-es kupasorozatban pályára is lépett a csapatban. 2017 augusztusában az Once Caldas ellen bemutatkozott a kolumbiai élvonalban is, szeptember 20-án, a Copa Sudamericana csoportkörében pedig megszerezte első gólját a csapatban a paraguayi Cerro Porteño ellen 3–1-re megnyert mérkőzésen. A 2018-as évben a Juniors megnyerte az év első felében rendezett Finalizaciónt (Mexikóban Apertura, azaz „nyitány”), a sikerhez Díaz 13, az egész évet tekintve 16 góllal járult hozzá.
2019. július 10-én Díaz ötéves szerződést írt alá az FC Porto csapatához, amely 7 millió eurót fizetett játékjogának 80%-ért. Érdekesség, hogy az orosz Zenyit is szerette volna leigazolni, azonban Díaz honfitársa, és a Porto volt játékosainak – Radamel Falcao, James Rodríguez –, valamint az akkori kolumbiai szövetségi kapitány Carlos Queiroz tanácsára a Portót választotta.
Augusztus 7-én, az orosz FK Krasznodar elleni bajnokok Ligája-selejtezőmérkőzésen mutatkozott be új csapatában, Romário Barót váltotta az 55. percben. A hat nappal később megrendezett visszavágón ő szerezte a Porto első gólját a 3-2-re elveszített mérkőzésen. Augusztus 10-énlépett pályára először a portugál élvonalban, egy héttel később, a Vitória FC ellen pedig megszerezte első gólját a bajnokságban.
Első portugáliai szezonjában 50 tétmérkőzésen 14 gólt ért el, bajnoki címet és kupagyőzelmet ünnepelhetett a Portóval. A Portugál Kupa 2020-as döntőjében a 38. percben kiállították, csapata azonban így is megnyerte a találkozót 2–1-re. 2020. október 21-én, a Manchester City ellen 3–1-re elvesztett csoportmérkőzésen bemutatkozott a Bajnokok Ligája főtábláján is. December 23-án gólt szerzett a Benfica elleni Szuperkupa-mérkőzésen, a Porto 2–0-ra megnyerte az összecsapást.
2022. január 30-án jelentették be, hogy az angol Liverpool hosszú távú szerződést kötött vele.
2025. július 30-án a Bayern München bejelentette, hogy négyéves szerződést kötött vele és ő lett a harmadik kolumbiai játékos, aki valaha is képviselte a klubot.

### A válogatottban
2018. augusztus 27-én hívták meg először a felnőtt válogatott keretébe. Szeptember 11-én, az argentinok elleni 0-0-s barátságos mérkőzésen mutatkozott be a csapatban, Juan Cuadrado cseréjeként.
2019. március 26-án, Dél-Korea ellen szerezte első gólját a nemzeti csapatban, Kolumbia 2–1-re elvesztette a találkozót. Részt vett a 2019-es Copa Américán.
A két évvel később megrendezésre kerülő Copa Américán négyszer volt eredményes, csapatával bronzérmet szerzett a dél-amerikai kontinenstornán. A 3. helyről döntő mérkőzésen két gólt szerzett Peru ellen. Lionel Messivel megosztva gólkirály lett a tornának.

## Sikerei, díjai

### Klub
- Atlético Junior
  - Kolumbiai bajnok: 2018–Finalización
  - Kolumbiai Kupa-győztes: 2017
  - Kolumbiai Szuperkupa-győztes: 2019

- Porto
  - Portugál bajnok: 2019–20[12]
  - Portugál kupa: 2019–20[12]
  - Portugál szuperkupa: 2020[14]

- Liverpool
  - Angol bajnok: 2024-25
  - Angol kupa: 2021–22
  - Angol ligakupa: 2021–22, 2023–24
  - Angol szuperkupa: 2022

### Válogatott
Kolumbia
- Copa América, bronzérmes: 2021

### Egyéni elismerés
- A Copa América gólkirálya: 2021 (4 gól, Lionel Messivel megosztva)[27]
- A Copa América csapatának tagja: 2021[28]
- A Primeira Liga hónap játékosa: 2021 október/november[29]
- A Primeira Liga hónap csatára: 2021 október/november,[30] 2021 december[31]
- A Primeira Liga hónap gólja: 2020 november,[32] 2021 október/november[33]
- A Primeira Liga Fair-Play díja: 2020–21[34]